# Weingut Brüder Dr. Becker

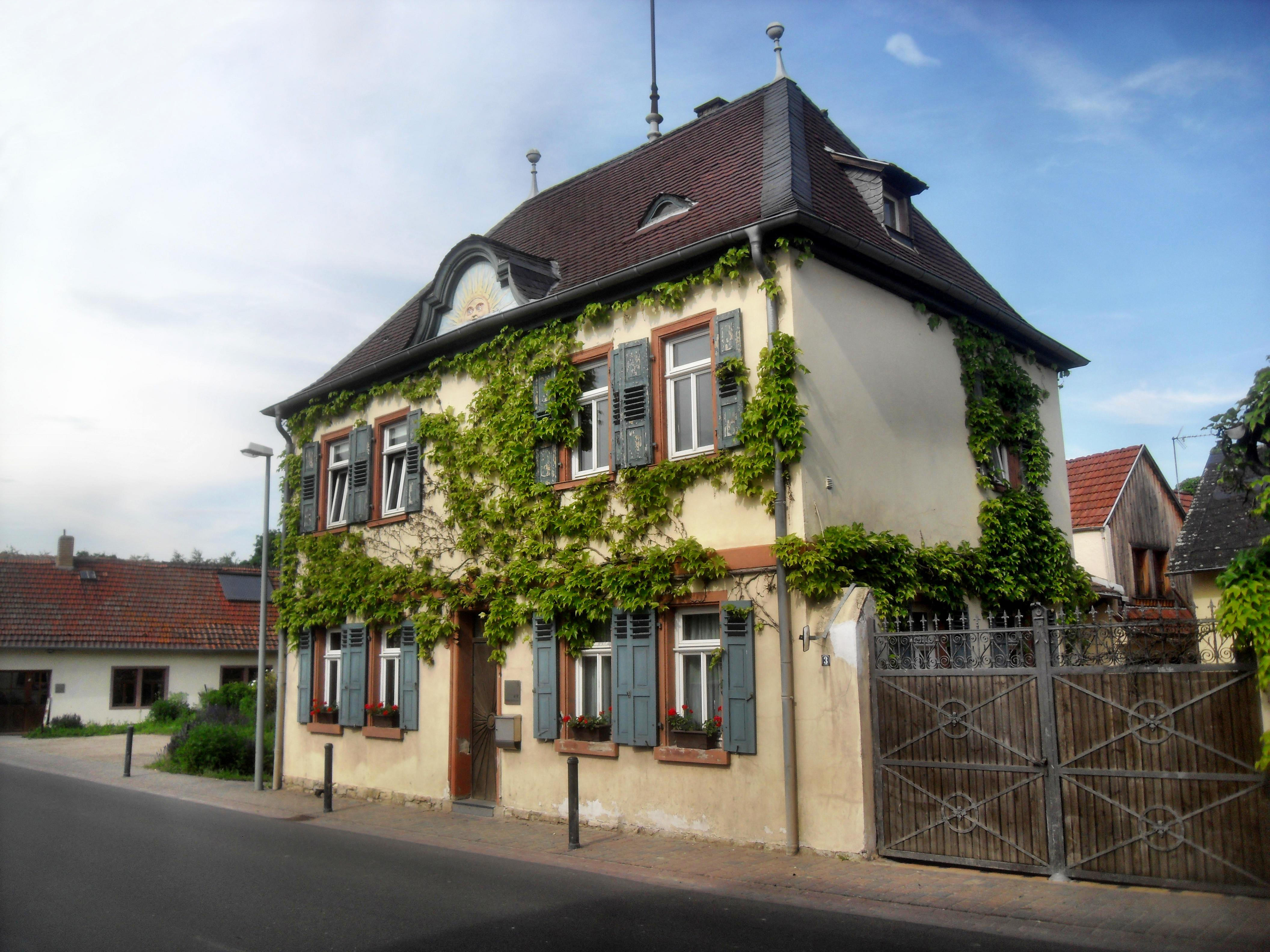
Das Haupthaus des Weingut Brüder Dr. Becker

Das Weingut Brüder Dr. Becker ist ein Weingut in Ludwigshöhe in Rheinhessen. Es gehört dem Verband Deutscher Prädikatsweingüter (VDP) an.

## Geschichte
Zu Beginn des 20. Jahrhunderts wurde der Weinbau-Betrieb durch die beiden Brüder Johann und Jacob Becker gegründet. Den Grundstock bildete der vom Vater geerbte landwirtschaftliche Nebenerwerbsbetrieb, den sie durch das Zusammenlegen der Erbteile erhielten. Seither befindet sich das daraus entstandene Weingut im Familienbesitz. Lotte Pfeffer-Müller bildet mittlerweile die vierte Familien-Generation des jeweils von Mutter zu Tochter vererbten Guts. In der fünften Generation unterstützen die Söhne Tillmann und Lorenz die Arbeit von Lotte Pfeffer-Müller und Hans Müller. In den 1970er Jahren spezialisierte sich der Betrieb von der damals üblichen gemischten Landwirtschaftlichen Arbeitsweise auf Weinbau und trat dem VDP bei. Das Weingut gehört zu den Gründungsmitgliedern des Regionalverbandes Rheinhessen, des ältesten Regionalverbandes des Bundesverbandes ökologisch arbeitender Weingüter in Deutschland (Ecovin). Lotte Pfeffer-Müller ist dessen Vorstandsvorsitzende.
Das Gehöft des Weinguts Brüder Dr. Becker, in der Mainzer Straße 3 besteht aus einem Vierseithof dessen Haupthaus ein Walmdachbau, teilweise mit Fachwerk, um 1830 errichtet wurde. Eine barockisierende Umgestaltung fand um 1896 statt. Die Gebäude sind als Kulturdenkmäler der rheinland-pfälzischen Ortsgemeinde Ludwigshöhe klassifiziert.

## Weinbau
Das Weingut bewirtschaftet eine Anbaufläche von 11 Hektar nach den Vorgaben des Ecovin (Bundesverband ökologisch arbeitender Weingüter). Die Weinberge liegen um den Ort Ludwigshöhe im Süden des Weinbaugebiets Rheinhessen.
Das Angebot ist nach der Qualitätspyramide ausgerichtet die in Gutsweine, Ortsweine Dienheim und Ludwigshöhe und Großes Gewächs Tafelstein und Falkenberg unterscheidet, die dann auch als Weinbergslagen auf dem Etikett angegeben sind. Die Neigung der Lagen beträgt bis zu 25 %. Die Ausrichtung der Ost- und Südost-Lagen ermöglicht eine gute Sonneneinstrahlung, sie befinden sich zum Großteil in den Rheinterrassen, am Hangfuß und in der Rheinebene.
Während in der Terrasse Lössderivate, zum Teil mit starker Versetzung von Kalkstein und dessen Verwitterungsformen als Boden vorherrschen, findet sich in der Rheinebene eher sandiger Lehm als Terroir. Klee, Gräser und Kräuter dienen der Begrünung, sowie das Ausbringen von natürlichem Kompost, Pferdemist und Gesteinsmehl sollen die natürliche Fruchtbarkeit der Böden wie auch die Widerstandsfähigkeit der Reben gegenüber Krankheiten und Schädlingen stärken. Nützlinge werden teilweise gezielt zur Schädlingsbekämpfung eingesetzt. Das Weingut ist seit 2008 durch den Verband demeter zertifiziert.
Eine eigene Wetterstation erleichtert das Terminieren klimasensibler Weinbergsarbeiten.

## Rebsortenspiegel
Die Leitrebsorte ist mit 40 % der Anbaufläche der Riesling, sowie der für Rheinhessen typische Silvaner mit 20 %, Scheurebe, Müller-Thurgau, Gewürztraminer und weiße Burgundervarietäten (Weißburgunder, Grauburgunder) im Weißweinspektrum sowie Spätburgunder und Regent als rote Sorten.

## Auszeichnungen

### Preise bei Verkostungen (Auswahl)
- Internationaler Bioweinpreis 2010: Silber für Scheurebe Kabinett 2009
- Ecowinner 2007: 1. Platz Weißburgunder
- Ecowinner 2005: 1. Platz Trockener Riesling, Spätlese; 1. Platz Kräftige Weißweine, Silvaner Spätlese
- Biofachweinpreis 2007: Gold für Riesling Tafelstein 2005 und Gold für Großes Gewächs[6][7]
- Millesime Bio 2013 in Montpellier u. a. 2009 Tafelstein Auslese mit Großem Gold[8]

### Erwähnung in Weinführern (Auswahl)
- Gault-Millau: seit 1993 (Erscheinungsjahr) jährlich vertreten (Bewertung 2 Trauben),
- Feinschmecker Guide: seit 1996 (Erscheinungsjahr) jährlich vorgestellt, 2011 2,5 F
- Eichelmann – Deutschlands Weine: seit 2003 jährlich beschrieben.[7]

Nominierung für GWC award 2023 für Nachhaltigkeit im Weintourismus